# مظلة نووية
المظلة النووية هي ضمان تقدم بموجبه دولة نووية الدفاع عن دولة حليفة غير نووية. عادة ما تتمثل بتحالفات الأمن المشترك للولايات المتحدة مع اليابان، وكوريا الجنوبية، ومنظمة حلف شمال الأطلسي (جزء كبير من أوروبا وتركيا وكندا)، الناشئة في أعقاب الحرب الباردة مع الاتحاد السوفيتي. شكّل ذلك لبعض الدول بديلًا عن حيازة الأسلحة النووية، وتنطوي البدائل الأخرى على المناطق الإقليمية الخالية من الأسلحة النووية أو مناطق تشارك الأسلحة النووية.

## حلف شمال الأطلسي
تشكلت منظمة حلف شمال الأطلسي في وقت مبكر من الحرب الباردة، وتولت القوة النووية الأمريكية مهمة الدفاع عن أوروبا الغربية من الغزو السوفيتي المحتمل. انضمت معظم الدول الأوروبية غير الشيوعية إلى التحالف، بينما واصلت بعض الدول (أيرلندا، وسويسرا، والنمسا، والسويد، وفنلندا) الحفاظ على سياسة حيادية رسمية. ارتأت السويد وسويسرا أن تطورا أسلحتهما النووية إلا أنهما تخلتا عن الفكرة.
ضمت منظمة حلف شمال الأطلسي دولًا أخرى غير دول القوى النووية الخمس. ساهمت المملكة المتحدة وكندا في التطوير الأمريكي الأولي للقنبلة الذرية (مشروع مانهاتن) خلال الحرب العالمية الثانية، إلّا أنها استُبعدت من أسرار الأسلحة النووية بموجب قانون صادر عن الكونغرس الأميركي. استحدثت بريطانيا برنامجًا مستقلًا للأسلحة النووية، وعقب أن نجحت بريطانيا في تطوير أسلحة نووية حرارية، وقعت الولايات المتحدة والمملكة المتحدة اتفاقية الدفاع المتبادل بين الولايات المتحدة والمملكة المتحدة في عام 1958، وتشارك تصاميم الأسلحة الأمريكية، وإلغاء الحاجة إلى التطوير الفردي. لم تحتفظ كندا رسميًا بأسلحة الدمار الشامل ولم تمتلكها منذ عام 1984.
طورت فرنسا قوة نووية عُرفت باسم قوة الهجوم وانسحبت من الهيكل القيادي لحلف شمال الأطلسي مع الاستمرار في التحالف مع الدول الغربية الأخرى. صُمم تشارك حلف شمال الأطلسي النووي لحد المزيد من الانتشار المستقل بين الحلفاء الغربيين. في 4 أبريل 2009، انضمت فرنسا لاحقًا إلى القيادة العسكرية المشتركة لحلف شمال الأطلسي.
انضمت العديد من دول أوروبا الوسطى والشرقية إلى حلف شمال الأطلسي بعد نهاية الحرب الباردة.

## الولايات المتحدة
في مطلع الحرب الباردة، تعهدت الولايات المتحدة بدورها بحماية العديد من الدول الحليفة غير النووية باعتبارها مظلة نووية. أبرمت الولايات المتحدة تحالفات أمنية من هذا النوع مع نحو 30 دولة معظمها من دول حلف شمال الأطلسي. تمتلك الولايات المتحدة كذلك تنظيمات بارزة من هذا النوع مع كوريا الجنوبية وأستراليا. أدركت الولايات المتحدة قوة الردع بالأسلحة النووية مبكرًا، بدءًا بمفهوم الرد الانتقامي الشامل خلال إدارة أيزنهاور. أصبح خطر أي تبادل نووي أكثر وضوحًا نتيجة لاتحاد الجمهوريات الاشتراكية السوفيتية وامتلاك بعض الدول الأخرى قوى نووية كذلك. دفع ذلك الولايات المتحدة إلى تبني إستراتيجية الردع الجديدة، والتي ستفرض بموجبها المزيد من السيطرة على الوضع، مع الحفاظ في الوقت ذاته على إمكانية التدخل في النزاعات باعتبارها مظلة نووية. توفر الولايات المتحدة الحماية والردع لمختلف الدول تحت مظلتها، وبدورها، لا تسعى تلك الدول إلى تنفيذ برامج للأسلحة النووية بنفسها. غير أنه برزت العديد من المخاوف مؤخرًا بشأن تناقص قوة هذا التهديد بسبب الزيادة السريعة في أسلحة الدمار الشامل النووية في جميع أنحاء العالم. في الوقت الراهن، لا تمتلك الولايات المتحدة سوى بعض الأسلحة العسكرية «غير الاستراتيجية» في أوروبا، ومن شأن هذه الأسلحة غير الاستراتيجية أن تساهم في طمأنة الدول الخاضعة للمظلة النووية، وتؤكد على دورها وسيلة للردع. تبقى أهمية إستراتيجية الردع أمرًا حتميًا بالنسبة للبلاد، إلا أن الكثيرين يزعمون أن الولايات المتحدة ستواجه تحديات جديدة متنوعة عندما يتعلق الأمر بقيام القوى النووية الأخرى وأسلحة الدمار الشامل.

## أنزوس
أنزوس هي معاهدة أمنية وقعت عليها أستراليا ونيوزيلندا والولايات المتحدة في الأول من سبتمبر 1951. تمثل الغرض الرئيسي من هذه المعاهدة بضمان السلام في منطقة جنوب المحيط الهادئ، واعتُبرت في المقام الأول إستراتيجية للحد من انتشار الشيوعية في بادرة للتأكيد على أن أستراليا ونيوزيلندا لن تقع في قبضة الشيوعية. وافقت نيوزيلندا وأستراليا والولايات المتحدة على الحفاظ على الموارد العسكرية وتطويرها لمنع اندلاع هجوم من جانب الدول الشيوعية في المحيط الهادئ. في أواخر عام 1970، نظرت أستراليا في الشروع في تطوير الأسلحة النووية، ولكنها وافقت في نهاية المطاف على التوقيع على معاهدة عدم انتشار الأسلحة النووية. منذ ذلك الحين، أصبحت أستراليا من أنصار نزع السلاح النووي. في عام 1984، أعلنت نيوزيلندا نفسها منطقة خالية من الأسلحة النووية ورفضت السماح للسفن التي تعمل بالطاقة النووية الأمريكية أن ترسو في نيوزيلندا. نتيجة لذلك، علقت الولايات المتحدة معاهدتها مع نيوزيلندا في عام 1986، ولكنها أبقت على العمل بها مع أستراليا. في الوقت الحاضر، يعترف زعماء الحكومة الأسترالية علنًا باعتماد البلاد على المظلة النووية الأميركية. لم تعُد أستراليا تواجه تهديدات نووية فورية، ولكنها ما تزال تعوّل على الولايات المتحدة في حمايتها في أي حالات مستقبلية، ما يجعلها واحدة من 31 دولة خاضعة لمظلة الولايات المتحدة النووية.